# Valp

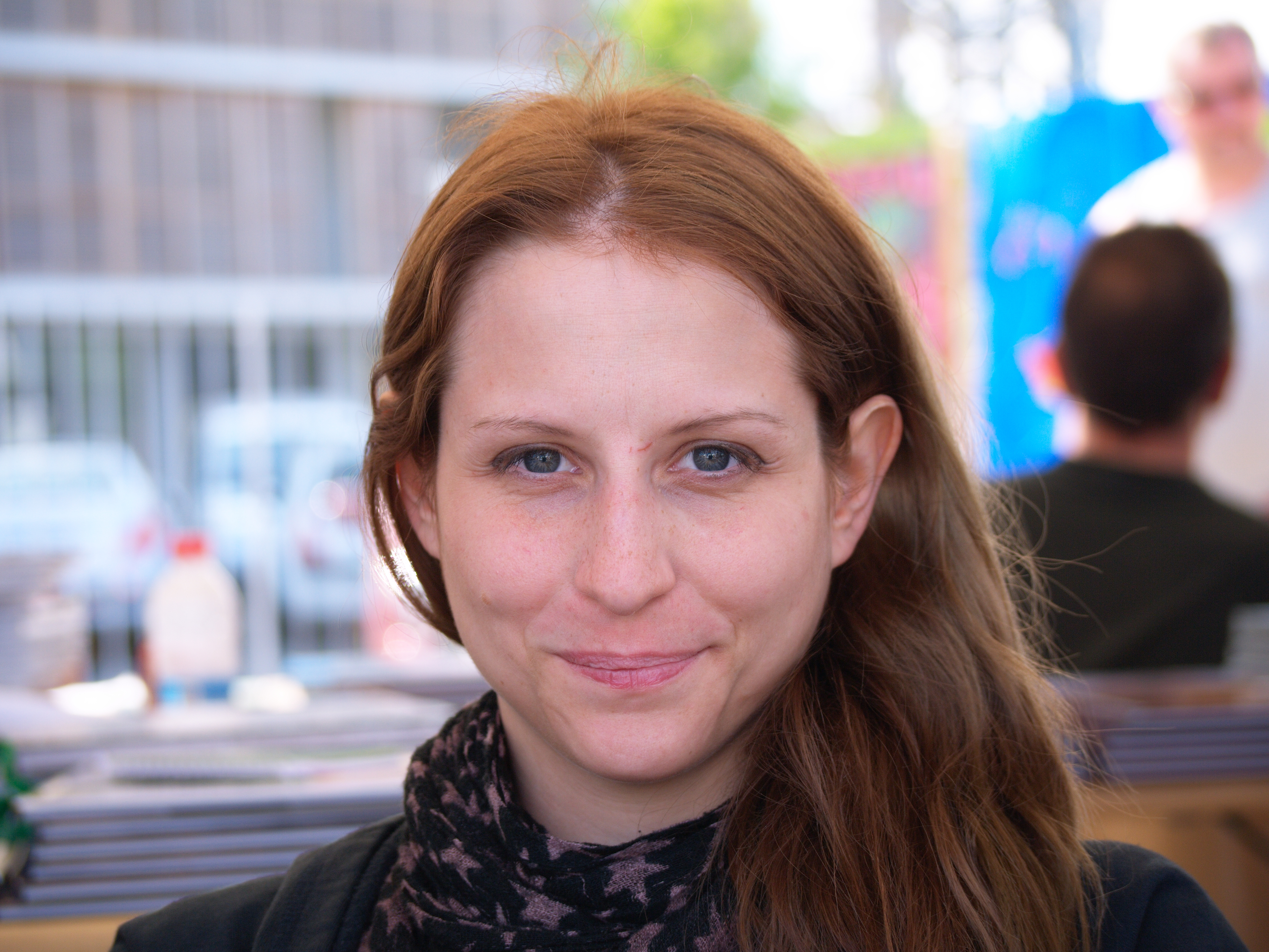
Valp

Valentine Pasche, alias Valp (geboren 1979 in Genf), ist eine in Genf lebende und arbeitende Schweizer Comicbuchautorin.

## Leben
Nach einem dreijährigen Studium an der Schule Arts Décoratifs in Genf begann Valp ihre Karriere als Comicbuchautorin. Ihre Inspiration findet sie in Fantasy-, Science-Fiction- und Steampunkbüchern und -filmen. Besondere Einflüsse sind Star Trek, Harry Potter, Sherlock Holmes und H.P. Lovecraft. Valp veröffentlicht fast täglich eine neue Skizze auf ihrem Instagramkonto.
Ihre erste Serie in fünf Alben, Lock, findet in der gleichnamigen Welt statt. Es ist eine Welt voller Gefahren, ohne Himmel, wild und mechanisch. Die Geschichte handelt von einer Gruppe von Menschen, die aus dieser Welt entkommen wollen.
Ihre zweite Serie heisst Ashrel und ist ein mittelalterliches Fantasyabenteuer. Der erste Band erschien am 20. Mai 2009 und wurde mit dem Töpffer-Preis der Stadt Genf am 4. Dezember 2009 ausgezeichnet.
Der erste Band ihrer dritten Serie, Les Fantômes de Neptune (Die Geister des Neptun) erschien 2015. Es ist ein Steampunkabenteuer, das im Jahre 1890 in einem alternativen Europa spielt. In dieser Welt ist die Wissenschaft so weit fortgeschritten, dass die Weltraumerforschung beginnen kann.

## Werke
- Lock 1. - Nepharius, 2001
- Lock 2. - Mécanique Céleste, 2002
- Lock 3. - Le Prix du Passé, 2004
- Lock Hors-Série - Le Guide de Lock, 2004
- Lock 4. - Abrasombra, 2006
- Lock 5. - Langorytes, 2007
- Lock - L'Intégrale, 2008
- Ashrel 1. - Dragon, 2009
- Ashrel 2. - Wesconda, 2010
- Ashrel 3. - Tanatis, 2011
- Ashrel 4. - Le cercle noir, 2012
- Sketchbook Valp, 2011
- Les Fantômes de Neptune – 1. Kheropis, 2015

## Auszeichnungen
- Solliès-Ville, 2007
- Töpffer Preis der Stadt Genf für Comics, 2009[1]
- Cluny, 2017[2]

## Ausstellungen
- BANG! Evolution de la bande dessinée à Genève,  Genf, 2016